# Randogne
Randogne is een gemeente en plaats in het Zwitserse kanton Wallis, en maakt deel uit van het district Sierre.
Randogne telt 4.384 inwoners.